# Ewa Farna
Ewa Farna (født 12. august 1993) er en polsk-tjekkisk sanger, skuespillerinde, model, sangskriver. Hun udgav fem polsksprogede og fire tjekkiske sprogstudiealbum og modtog platin- og guldcertificeringer for dem, både i Polen og Tjekkiet. Farna er den yngste kommercielt succesrige sanger i Tjekkiet. Hun var dommer i den tjekkiske og slovakiske SuperStar i 2013, X Factor (Polen) i 2014, og er i øjeblikket dommer i Idol (Polen).

## Biografi
Farna blev født den 12. august 1993 i en polsk familie bosat i landsbyen Vendryně tæt på Třinec, Tjekkiet. Hun deltog i en polsk grundskole i Vendryně, kunstskole i fem år og et polsk gymnasium i Český Těšín. Hun deltog også i en danseskole og lærte at spille klaver. Farna tiltrak først opmærksomhed efter at have vundet lokale talentkonkurrencer i både Tjekkiet og Polen i 2004 og 2005. Efter at være opdaget af producent Lešek Wronka udgav hun sit debutalbum Měls mě vůbec rád i 2006. Dette blev efterfulgt af at hun vandt Objev roku ("Årets åbenbaring") i 2006 for den nationale musikafstemning Český slavík ("Tjekkisk nattergal"). Hendes andet album, Ticho, der toppede som nummer to i Tjekkiet, og den polske version af hendes debutalbum med titlen Sam na Sam blev udgivet i 2007. Efter en turné blev koncert-dvd'en Blíž ke hvězdám den bedst sælgende. musik-DVD fra 2008 i Tjekkiet. I begyndelsen af 2009 blev den polske version af hendes andet album udgivet som Cicho. I 2010 blev Ewa også inkluderet i en episode af "Hela w opalach".
Hendes næste album, Virtuální, blev udgivet den 26. oktober 2009, og hendes 2009-2010 turné Buď Virtuální startede den 3. november 2009 i Brno og lukkede i Prag den 6. december 2009. [3] Den internationale del af turen dækkede også Polen og Slovakiet. I 2010 blev Farnas polske album "EWAkuacja" udgivet. Albummet modtog mange priser inklusive "Viva comet 2011" priser for både singler og hele albummet. Singlerne fra "EWAkuacja" er "Ewakuacja", "Bez Lez" og senere i 2011 "Nie przegap". 2011 var året for Evas 18-årsdag, så der blev afholdt fødselsdagskoncerter, en i Tjekkiet med en DVD "18 Live" og en i Polen med en DVD "Live, niezapomniany koncert urodzinowy". I oktober 2013 kom Farnas store comeback med sit album "(W) Inna?" forårsagede forvirring. Mange forvekslede titlen som en henvisning til Farnas bilulykke i 2012. I 2014 blev Evas tjekkiske single "Leporelo" sammen med en musikvideo og sangen "Lesek" om hendes manager Lesek Wronka udgivet.

## Diskografi
| Title             | Album details                                                                                             | Peak chart positions | Peak chart positions | Certifications     |
| Title             | Album details                                                                                             | CZE                  | POL                  | Certifications     |
| ----------------- | --- | -------------------- | -------------------- | ------------------ |
| Měls mě vůbec rád | - Released: 6 November 2006 - Label: Universal Music Czech Republic - Formats: CD, digital download       | 3                    | —                    | - CZE: Platinum    |
| Ticho             | - Released: 1 October 2007 - Label: Universal Music Czech Republic - Formats: CD, digital download        | 2                    | —                    | - CZE: Platinum    |
| Sam na sam        | - Released: 9 November 2007 - Label: Universal Music Poland - Formats: CD, digital download               | —                    | —                    | - POL: Gold        |
| Blíž ke hvězdám   | - Released: 10 November 2008 - Label: Universal Music Czech Republic - Formats: CD, DVD, digital download | 4                    | —                    | - CZE: Platinum    |
| Cicho             | - Released: 9 March 2009 - Label: Magic Records - Formats: CD, digital download                           | —                    | 16                   | - POL: 2× Platinum |
| Virtuální         | - Released: 26 October 2009 - Label: Universal Music Czech Republic - Formats: CD, digital download       | 3                    | —                    | - CZE: Gold        |
| EWAkuacja         | - Released: 5 November 2010 - Label: Magic Records - Formats: CD, digital download                        | —                    | 8                    | - POL: Platinum    |
| Live              | - Released: 14 November 2011 - Label: Magic Records - Formats: CD, DVD, digital download                  | —                    | 14                   | - POL: Gold        |
| 18 Live           | - Released: 28 November 2011 - Label: Universal Music Czech Republic - Formats: CD, DVD, digital download | 6                    | —                    | —                  |
| (W)INNA?          | - Released: 21 October 2013 - Label: Magic Records - Formats: CD, digital download                        | —                    | 7                    | - POL: Gold        |
| Leporelo          | - Released: 7 November 2014 - Label: Universal Music Czech Republic - Formats: CD, digital download       | 11                   | —                    | —                  |
| Inna              | - Released: 6 November 2015 - Label: Magic Records - Formats: CD, digital download                        | —                    | 7                    | —                  |

### Singler
| "Měls mě vůbec rád"                             | 2006 | 3  | —  | —  |                    | Měls mě vůbec rád              |
| "Zapadlej krám"                                 | 2007 | 24 | —  | 76 |                    | Měls mě vůbec rád              |
| "Ticho"                                         | 2007 | 15 | —  | 35 |                    | Ticho                          |
| "La la laj" (Czech version)                     | 2007 | 8  | —  | —  |                    | Ticho                          |
| "Tam gdzie nie ma dróg"                         | 2007 | —  | —  | —  |                    | Sam na sam                     |
| "Jaký to je"                                    | 2008 | 6  | —  | —  |                    | Ticho                          |
| "Cicho"                                         | 2009 | —  | —  | —  |                    | Cicho                          |
| "Dmuchawce, latawce, wiatr"                     | 2009 | —  | —  | —  |                    | Cicho                          |
| "Toužím"                                        | 2009 | 14 | —  | 35 |                    | Virtuální                      |
| "Ty jsi král"                                   | 2009 | —  | —  | —  |                    | Virtuální                      |
| "La la laj" (Polish version)                    | 2010 | —  | —  | —  |                    | Cicho                          |
| "Maska"                                         | 2010 | 57 | —  | —  |                    | Virtuální                      |
| "Ewakuacja"                                     | 2010 | —  | 1  | —  |                    | EWAkuacja                      |
| "Bez łez"                                       | 2011 | —  | —  | —  |                    | EWAkuacja                      |
| "Nie przegap"                                   | 2011 | —  | 3  | —  |                    | EWAkuacja                      |
| "Znak"                                          | 2013 | —  | 3  | —  |                    | (W)INNA?                       |
| "Ulubiona rzecz"                                | 2013 | —  | —  | —  |                    | (W)INNA?                       |
| "Leporelo"                                      | 2014 | 10 | —  | —  |                    | Leporelo                       |
| "Tajna misja"                                   | 2014 | —  | 9  | —  |                    | (W)INNA?                       |
| "Z nálezů a krás"                               | 2014 | 59 | —  | —  |                    | Leporelo                       |
| "Rutyna"                                        | 2015 | —  | —  | —  |                    | (W)INNA?                       |
| "Tu"                                            | 2015 | —  | 17 | —  | - POL: Platinum    | Inna                           |
| "Na ostří nože"                                 | 2016 | 55 | —  | —  |                    | Non-album single               |
| "Na ostrzu"                                     | 2016 | —  | 3  | —  | - POL: Gold        | Inna                           |
| "Všechno nebo nic"                              | 2016 | 96 | 42 | 4  |                    | Všechno nebo nic (soundtrack)  |
| "Wszystko albo nic"                             | 2017 | —  | 10 | —  | - POL: 2× Platinum | Wszystko albo nic (soundtrack) |
| "Bumerang" (Polish version)                     | 2017 | —  | 7  | —  |                    | Non-album singles              |
| "Bumerang" (Czech version)                      | 2017 | —  | —  | —  |                    | Non-album singles              |
| "Vánoce na míru"                                | 2017 | 8  | —  | —  |                    | Non-album singles              |
| "Interakcja"                                    | 2018 | —  | 26 | —  |                    | Non-album singles              |
| "Málo se známe"                                 | 2018 | —  | —  | —  |                    | Non-album singles              |
| "Tělo"                                          | 2021 | —  | 49 | —  |                    |                                |
| "Ciało"                                         | 2021 | —  | —  | —  |                    |                                |
| "—" denotes did not chart, or was not released. |      |    |    |    |                    |                                |

## Priser
2008
- Srebrne Spinki-pris tildelt af den polske republikks generalkonsul i Ostrava for musikalske succeser og fremme af polsk mindretal fra Zaolzie.

2009
- plads i Opole Festival (Superjedynki): Årets album - "Cicho"
- plads i Sopot Hit Festival: Polsk sommer om sommeren - "Cicho"